# Komatsushima
Komatsushima (jap. 小松島市 Komatsushima-shi) – miasto w Japonii, na wyspie Sikoku (Shikoku), w prefekturze Tokushima.
Miasto rangi 市 -shi utworzono 1 czerwca 1951 roku.

## Populacja
Zmiany w populacji Komatsushima w latach 1970–2015:
| Rok  | Populacja |
| ---- | --------- |
| 1970 | 40 507    |
| 1975 | 42 203    |
| 1980 | 43 636    |
| 1985 | 43 998    |
| 1990 | 43 188    |
| 1995 | 43 349    |
| 2000 | 43 078    |
| 2005 | 42 115    |
| 2010 | 40 614    |
| 2015 | 38 776    |